# Grenada (Mississippi)
Grenada város az Amerikai Egyesült Államok Mississippi államában, Grenada megyében, melynek megyeszékhelye. Lakosainak száma 12 700 fő (2020. április 1.).

## Népesség
A település népességének változása:

| 2010 | 13 092 |
| 2020 | 12 700 |